# Toxicology Letters
Toxicology Letters, abgekürzt Toxicol. Lett., ist eine ein- bis zweimal im Monat erscheinende englische Peer-Review-Fachzeitschrift. Die Erstausgabe erschien im Juli 1977.  Die Zeitschrift veröffentlicht Artikel und Übersichtsarbeiten aus den verschiedenen Bereichen der Toxikologie. Toxicology Letters ist die offizielle Zeitschrift der europäischen Toxikologenvereinigung EUROTOX.
Der Impact Factor des Journals lag im Jahr 2014 bei 3,262. Nach der Statistik des ISI Web of Knowledge wird das Journal mit diesem Impact Factor in der Kategorie Toxikologie an 21. Stelle von 87 Zeitschriften geführt.
Herausgeber sind Wolfgang Dekant (Julius-Maximilians-Universität Würzburg, Deutschland), S. Garret und Yunbo Li (Edward Via College of Osteopathic Medicine, Virginia, Vereinigte Staaten).